# Straßenhaus (Spalt)
Straßenhaus (fränkisch: Schdrohsnhaus) ist ein Gemeindeteil der Stadt Spalt im Landkreis Roth (Mittelfranken, Bayern). Straßenhaus liegt in der Gemarkung Großweingarten.

## Geografie
Der Weiler liegt zwischen Spalt und Georgensgmünd, etwas südlich der Fränkischen Rezat. Die Staatsstraße 2223 führt nach Wasserzell (0,6 km nordwestlich) bzw. nach Georgensgmünd (4 km östlich), die Kreisstraße RH 16 führt nach Großweingarten (1,3 km südwestlich).

## Geschichte
Straßenhaus wurde 1861 erstmals schriftlich erwähnt. Der Hof wurde auf dem Gemeindegebiet von Großweingarten gegründet. Die Gemeinde Großweingarten wurde am 1. Januar 1972 im Zuge der Gebietsreform in Bayern mit ihren Gemeindeteilen nach Spalt eingegliedert.

### Baudenkmäler
In Straßenhaus gibt es drei Baudenkmäler:
- Haus Nr. 4: Wegkapelle
- Haus Nr. 6: ehemaliges Bauernhaus
- Steinkreuz

### Einwohnerentwicklung
| Jahr      | 001861 | 001871 | 001885 | 001900 | 001925 | 001950 | 001961 | 001970 | 001987 | 002015 |
| Einwohner | 6      | 6      | 12     | 11     | 12     | 18     | 17     | 19     | 16     | 8      |
| Gebäude   |        |        | 2      | 2      | 2      | 4      | 4      |        | 4      |        |
| Quelle    | [ 6 ]  | [ 11 ] | [ 12 ] | [ 13 ] | [ 14 ] | [ 15 ] | [ 16 ] | [ 17 ] | [ 18 ] | [ 1 ]  |

## Religion
Der Ort ist römisch-katholisch geprägt und war ursprünglich nach St. Michael (Großweingarten) gepfarrt, heute ist die Pfarrei St. Emmeram (Spalt) zuständig. Die Einwohner evangelisch-lutherischer Konfession sind nach St. Michael (Fünfbronn) gepfarrt.